# Лікаревка (Уфимський район)
Лі́каревка (рос. Лекаревка, башк. Лекаревка) — присілок у складі Уфимського району Башкортостану, Росія. Входить до складу Таптиковської сільської ради.
Населення — 146 осіб (2010; 172 в 2002).
Національний склад:
- росіяни — 56 %